# سدم إنكليزي
السُدم الإنكليزي  (باللاتينية: Sedum anglicum) نوع نباتي يتبع جنس السدم من الفصيلة المخلدية.

## الموئل والانتشار
السدم الإنكليزي ينتشر في أوروبا الغربية، بما في ذلك النرويج والسويد وإيرلندا والمملكة المتحدة وفرنسا والبرتغال وإسبانيا.